# Margarita Vasil'eva
Margarita Andreevna Vasil'eva (in russo Маргарита Андреевна Васильева?; Čita, 5 giugno 1991) è un'ex biatleta russa.

## Biografia
Margarita Vasil'eva, attiva dalla stagione 2009-2010, ai Mondiali juniores di Kontiolahti 2012 ha vinto la medaglia di bronzo nella sprint; in Coppa del Mondo ha esordito il 6 dicembre 2018 a Pokljuka in individuale (42ª) e ha ottenuto l'unica vittoria, nonché unico podio, il 13 gennaio 2019 a Oberhof in staffetta (in squadra con Evgenija Pavlova, Larisa Kuklina e Ekaterina Jurlova). Nel settembre del 2019 è stata riconosciuta colpevole di una violazione delle normative antidoping, con la revoca di tutti i risultati conseguiti dal 4 febbraio precedente (inclusa la sua ultima gara di Coppa del Mondo, la staffetta mista disputata a Soldier Hollow il 17 febbraio) e la squalifica per 18 mesi; scontata la squalifica ha gareggiato soltanto ai Mondiali estivi di Nové Město na Moravě 2021. Non ha preso parte a rassegne olimpiche o iridate.

## Palmarès

### Mondiali juniores
- 1 medaglia:
  - 1 bronzo (sprint a Kontiolahti 2012)

### Coppa del Mondo
- Miglior piazzamento in classifica generale: 61ª nel 2019
- 1 podio (a squadre):
  - 1 vittoria

#### Coppa del Mondo - vittorie
| Data             | Località | Nazione  | Specialità                                                   |
| ---------------- | -------- | -------- | ------------------------------------------------------------ |
| 13º gennaio 2019 | Oberhof  | Germania | RL (con Evgenija Pavlova, Larisa Kuklina, Ekaterina Jurlova) |

Legenda:

RL= staffetta